# Taiwan i olympiska sommarspelen 2000
Taiwan deltog i de olympiska sommarspelen 2000 med en trupp bestående av 55 deltagare, 34 män och 21 kvinnor, och de tog totalt fem medaljer vilket med god marginal är bästa resultatet då landet hittills erövrat endast en eller ingen medalj i OS. De tävlade under namnet Kinesiska Taipei efter en namnkonflikt med Kina som pågått sedan 1950-talet.

## Medaljer

### Silver
- Li Fengying - Tyngdlyftning, fjädervikt 53 kg

### Brons
- Chen Jing - Bordtennis, singel
- Huang Chih-Hsiung - Taekwondo, flugvikt
- Chi Shu-Ju - Taekwondo, flugvikt
- Kuo Yi-Hang - Tyngdlyftning, tungvikt 75 kg

## Badminton
Herrsingel
- Fung Permadi
  1. 32-delsfinal: Bye
  2. Sextondelsfinal: Besegrade Mihail Popov från Bulgarien
  3. Åttondelsfinal: Förlorade mot Peter Gade från Danmark

Damsingel
- Huang Chia-Chi
  1. 32-delsfinal: Bye
  2. Sextondelsfinal: Besegrade Nely Boteva från Bulgarien
  3. Åttondelsfinal: Besegrade Lee Kyung-won från Sydkorea
  4. Kvartsfinal: Förlorade mot Ye Zhaoying från Kina

- Chan Ya-Lin
  1. 32-delsfinal: Bye
  2. Sextondelsfinal: Besegrade Rayoni Head från Australien
  3. Åttondelsfinal: Förlorade mot Mia Audina Tjiptawan från Nederländerna

Damdubbel
- Tsai Hui-Min, Chen Li-Chin
  1. Sextondelsfinal: Förlorade mot Yim Kyung-Jin, Lee Hyo-jung från Sydkorea

## Bordtennis
Damsingel
Chen Jing tog brons.

## Bågskytte
| Damernas individuella |               |                         |               |               |                            |           |               |                           |            |
|                       | Wen Chia-Ling | Wen Chia-Ling           | Wen Chia-Ling | Liu Pi-Yu     | Liu Pi-Yu                  | Liu Pi-Yu | Lin Yi-Yin    | Lin Yi-Yin                | Lin Yi-Yin |
| 32-delsfinal          | Besegrade     | Sylvie Pissis Frankrike | 151-149       | Besegrade     | Katja Brix Poulsen Danmark | 161-152   | Besegrade     | Asmat Diasamidze Georgien | 158-140    |
| Sextondelsfinal       | Förlorade mot | Kim Nam-Soon Sydkorea   | 162-158       | Förlorade mot | Yang Jianping Kina         | 160-157   | Förlorade mot | Natalia Bolotova Ryssland | 158-157    |

Damernas lagtävling
- Wen, Liu, och Lin - kvartsfinal, 8:e plats (1-1)

## Cykling

### Landsväg
Damernas linjelopp
- Chen Chiung-Yi
  1. Final - 3:28:00 (45:e plats)

### Bana
Damernas poänglopp
- Fang Fen-Fang
  - Poäng - 0 (13:e plats)

## Friidrott
Herrarnas 400 meter häck
- Chen Tien-Wen
  1. Omgång 1 - 50.52 (gick inte vidare)

Damernas 100 meter
- Chen Shu-Chuan
  1. Omgång 1 - 12.22 (gick inte vidare)

## Segling
Mistral
- Ted Huang
  1. Lopp 1 - 6
  2. Lopp 2 - 7
  3. Lopp 3 - 16
  4. Lopp 4 - (22)
  5. Lopp 5 - 14
  6. Lopp 6 - (17)
  7. Lopp 7 - 13
  8. Lopp 8 - 6
  9. Lopp 9 - 8
  10. Lopp 10 - 14
  11. Lopp 11 - 16
  12. Final - 100 (13:e plats)

## Simhopp
Herrarnas 3 m
- Chen Han-Hung
  1. Kval - 188,46 (49:e plats, gick inte vidare)

Damernas 3 m
- Chen Ting
  1. Kval - 229,77 (29:e plats, gick inte vidare)

Damernas 3 m
- Tsai Yi-San
  1. Kval - 181,92 (41:a plats, gick inte vidare)

Damernas 10 m
- Hsieh Pei-Hua
  1. Kval - 284,91
  2. Semifinal - 126,66 - 411,57 (17:e plats, gick inte vidare)

## Taekwondo
Herrarnas −58 kg
- Huang Chih-hsiung →

Damernas −49 kg
- Chi Shu-Ju →